# イブン・タイミーヤ
イブン・タイミーヤ（アラビア語  تقي الدين أبو العباس أحمد بن عبد الحليم بن عبد السلام بن عبد الله ابن تيمية، Taqī al-Dīn Abū al-‘Abbās Ahmad b.  Abd al-Halīm b. ‘Abd al-Islām b. ‘Abd Allāh Ibn Taymīya、1258年/63年 － 1328年）は、中世シリアのハンバル派イスラム法学者、哲学者。

## 生涯
シリア北部のハッラーンで生まれる。ハンバル派の法学者の一族の一員として生まれ、幼少期から学問に励んだ。モンゴル軍がハッラーンに侵攻する噂が広まるとイブン・タイミーヤの一族は町を離れ、1267年にダマスカスに移住する。
父アブド・アル＝ハリームを師としてイスラーム法学（シャリーア）、ハディース学を修めたイブン・タイミーヤは若くして頭角をあらわし、17歳にしてファトワーを出すことができるようになった。1284年に父が没すると、タイミーヤは跡を継いでダマスカスのスッカリーヤ・マドラサで教鞭を執った。翌1285年には、ウマイヤ・モスクでクルアーン解釈を講義し始めた。ヒジュラ暦691年の大巡礼に参加し、翌年にダマスカスへ戻った（西暦1292年から1293年）。このときに目撃した、巡礼にまつわる儀式の数々に違和感を感じたイブン・タイミーヤは、のちにこれらを「ビドア」（逸脱）として論じる論文にまとめた。
若くして地位を得たイブン・タイミーヤは周囲から嫉妬されることが多く、彼自身の攻撃的な性格とも相まって、多くの学者と対立した。1293年にイブン・タイミーヤは、預言者ムハンマドを侮辱したとされたスワイダーのキリスト教徒、アッサーフ・ナスラーニーなる人物を弾劾するファトワーを出すよう求められた。イブン・タイミーヤは権力者の意向に反して死刑にこだわり、その強情さゆえに牢に入れられた。1299年にあるハナフィー派の学者から、イブン・タイミーヤの神の議論は擬人神観にあたると訴えられたが、逆にイブン・タイミーヤは相手を論破し、世間に学識と信念の強さを知らしめる。
1299年にマムルーク朝の軍隊を破ったモンゴル系国家イルハン朝（フレグ・ウルス）の軍がダマスカスに迫ると、イブン・タイミーヤは使節団を組織して遠征軍の総司令官であるガザン・ハンとの交渉に向かった。同行した人間の不安をよそに、交渉の場でもイブン・タイミーヤは辛辣な物言いをしたと伝えられている。モンゴル軍がダマスカスを占領した後、イブン・タイミーヤは捕虜の解放にあたる。
モンゴル軍がダマスカスから退却した後、イブン・タイミーヤはモンゴル軍がシリアに侵入するたびにダマスカスのモスクの説教壇に立ち、兵士と民衆を鼓舞した。1302年のラマダーン月にシリアにモンゴル軍が侵入した時にはイブン・タイミーヤも剣を手に取って戦い、「断食をするよりも食事を摂ってモンゴルと戦う方がより神意にかなっている」旨のファトワーを出した。
モンゴルの攻撃が沈静化した後、イブン・タイミーヤは神秘主義者（スーフィー）に論戦を挑み、1305年ごろには信仰の対象となっていた聖石を叩き割った。神と人間の関係を論じて、イブン・タイミーヤがスーフィーの存在同一説を攻撃すると、スーフィーたちはイブン・タイミーヤを神人同型論者として批判した。論争相手のスーフィーの中には権力者とつながりのある者もおり、そのために1305年にカイロで投獄される。1307年に一時的に釈放されたが、再度投獄される。1309年にイブン・タイミーヤはマムルーク朝のスルターンに復位したナースィル・ムハンマドによって釈放され、顧問官として迎えられたイブン・タイミーヤはカイロで落ち着いた生活を送った。
やがてイブン・タイミーヤの関心はシャリーアに向かい、様々な問題に対して独自の見解によるファトワーを発した。1318年、同じハンバル派の大法官から派の公式見解と異なるファトワーを出すことを控えるよう要請される。最初イブン・タイミーヤは注意に従っていたが、しばらくしてファトワーを出し始め、1320年にナースィル・ムハンマドの命令によって半年間投獄される。1326年にイブン・タイミーヤの政敵たちは彼が過去に出した聖者廟参拝を禁じるファトワーを曲解して取り上げ、攻撃を加えた。イブン・タイミーヤへの批判はナースィル・ムハンマドの耳にも入り、イブン・タイミーヤはダマスカスに監禁される。投獄されたイブン・タイミーヤは書物、紙、インクを手にすることを許されず、1328年に獄死した。
イブン・タイミーヤの著書はクルアーン学、クルアーン解釈学（タフスィール学）、ハディース学、シャリーア（イスラーム法学）、法源学、神学批判など多岐にわたる。著書の数は500以上あると考えられている。

## 思想

### イスラーム法についての認識
イブン・タイミーヤは、イスラームの信仰とシャリーア（イスラーム法）を第一とする原理主義的な思想家と見なされることが多い。イブン・タイミーヤは第一にクルアーンを厳密に文字どおりに解釈するべきだと考え、次にハディース、教友（サハーバ）の合意の妥当性を認めていた。法学・神学上の問題においては、厳しい条件を設けた上でのイジュティハード（知識と思考によって下した独自の判断）とキヤース（演繹的類推）の行使を勧め、マスラハ（共同体全体の利益）を勘案する必要性を説いた。シャリーアで命じられているとは断定できず、また禁止されてもいない行為について、イジュティハードを行使し、有益な結果をもたらす場合に許可を与えることができるとしていた。また、イジュティハードの行使者たちが統一された集団を形成するとは考えていなかった。伝統的な信仰の保持、人間の持つ理性、精神の調和こそがイブン・タイミーヤの抱いた理想だと推測されている。
イブン・タイミーヤは神と人間の絶対的不同を唱え、人間はイバーダ（神への奉仕）を行うことを最高の責務であると唱えた。シーア派やギリシア哲学の影響を受けたイスラーム神学と神秘主義（スーフィズム）に反対し、その影響を排除することを唱えた。そのために、彼はシャリーアの絶対性を唱え、クルアーン（コーラン）とスンナこそが信仰の基本であり、このふたつをシャリーアの法源の第一とすべきであるとし、また、シャリーアの厳守と完全な実施がイスラム国家の指導者の義務であると主張した。シャリーアの機能には社会の安定が不可欠だと考え、マムルーク朝などの軍事政権には社会的安定を存立の条件として求めていた。反対にイスラム国家であってもこの義務を果たさない国家及び指導者は出自や資質を満たしても正当な指導者とは認められず、彼らに対するイスラム教徒の戦いにはジハードが成立するとするファトワーを出してこれを正当化した。
当時モンゴル帝国のイランにおける政権であるイルハン朝は、第7代君主ガザン以降「イスラームの帝王」（Pādshāh-i Islām）を名乗りイクター制度の施行やサイイドをはじめシーア派保護等、従来のモンゴル王権を維持しつつ新たにイスラーム政権としての権威も主張し始めていた。イブン・タイミーヤはマムルーク朝の脅威であったイルハン朝との闘争はジハードであると主張したが、本来、これらはイルハン朝の正当性を否定して、スンニ派のマムルーク朝を擁護するためのものであった。後世においてはサラフィー主義反体制武闘闘争派が西欧法を受容したイスラーム国家を否定して革命を起こすための名分に用いられ、彼らは既存のイスラーム国家を「現代のタタール（モンゴル）」と呼んでいる。

### 他の思想との関連
イブン・タイミーヤは宇宙は意思を伴う神の行動によって無から創造されたもので、人間は啓示を受けて初めて神を認識できると考えていた。この点で宇宙は神から流出したもので、人間は理性の行使によって神を認識できると考えていたイブン・スィーナーと、哲学的な立場を異にする。
イブン・タイミーヤは汎神論を説くスーフィー、世俗権力におもねるウラマーを厳しく批判し、両者と対立した。スーフィーの中でも、イブン・タイミーヤは特にイブン・アラビーの思想に強い拒絶を示していた。イブン・アラビーが主張する存在一性論（造物主である神と被造物の存在は本質的に同一とする理論）は正しいイスラームの信仰の在り方から外れ、偽救世主が出現する予兆とも捉えていた。モンゴルの侵入、シャリーアの形骸化といったイスラーム社会に訪れた危機は、イブン・タイミーヤにとっては存在一性論者の出現によってもたらされた現象だった。1304年にイブン・アラビーの著書『英知の台座』への反論を著し、1304年/05年にイブン・アラビーの支持者であるカリームッディーン・アームリーとナスル・マンビジーにイブン・アラビーを批判する書簡を送った。1305年にイブン・タイミーヤはダマスカスのアフマディー＝リファーイー教団が鉄の首輪をはめ、火をくぐって蛇を飲む奇行を弾劾した。リファーイー教団のスーフィーたちはダマスカスの代官にイブン・タイミーヤへの訴訟を起こしたが、結局イブン・タイミーヤの主張が受け入れられた。リファーイー教団の人間が悔い改めを求めると、イブン・タイミーヤはクルアーンとスンナに従うことを条件に彼らに許しを与えた。
イブン・タイミーヤはスーフィーたちが唱える存在一性論、俗化したスーフィー教団の儀礼を非難したがスーフィズムの思想自体は認め、禁欲と信仰に則る生活を送るスーフィーを「真理に通じた人々」として高く評価した。同時に、それらの「真理に通じた人々」は尊敬の対象となるが、廟の参拝やスーフィーたちに対する祈祷など、彼らに対する献身が外的な形式を帯びてはならないと考えていた。イブン・タイミーヤにとってスーフィズムの儀礼であるジクル（神の名の暗唱）は崇拝の形に含まれるが、サラート、クルアーンの暗唱に比べて宗教的価値は低いと見なしていた。宗教的恍惚への到達を目的とするサマーウ（音楽の鑑賞、詩吟、舞踏）の効果をワインの効用に例え、サマーウの道徳上の危険性を指摘した。また、イブン・タイミーヤが批判したスーフィーはイブン・アラビーの信奉者に限られたと推測し、タイミーヤの属するハンバル学派とスーフィズムの親近性を指摘する意見もある。
イブン・タイミーヤはキリスト教徒の祝祭に参加し、安息日を取るユダヤ教徒の習慣を真似たムスリムを厳しく批判し、社会的に交流を持つ場面でもあっても、それぞれの宗教共同体の区別を付ける重要性を説いた。
イスラーム学者の中には、イブン・タイミーヤを異端とみなす者も多い。しかし、同時代の人間にはイブン・タイミーヤに敬意を抱いていた者も多く、イブン・タイミーヤの拘禁に反発した暴動、騒乱が発生した。また、イブン・タイミーヤの思想とスーフィズム思想の併存、調和を試みたムスリムも存在していた。中央アジアのナクシュバンディー教団では、イブン・タイミーヤとイブン・アラビーの両方の思想が研究され、イブン・タイミーヤはシャリーアにおけるイマーム、イブン・アラビーはハキーカ（スーフィーが追求する真理）のイマームと見なされていた。没後しばらくの間はイブン・タイミーヤの思想は省みられなかったが近世以降にサラフィー主義者によって再評価されるようになり、ワッハーブ派の成立など、イスラム改革運動に影響を与えることとなった。